# Bojary (rejon świsłocki)
Bojary (biał. Баяры; ros. Бояры) – wieś na Białorusi, w obwodzie grodzieńskim, w rejonie świsłockim, w sielsowiecie Nowy Dwór, przy granicy Parku Narodowego „Puszcza Białowieska”.
W dwudziestoleciu międzywojennym leżały w Polsce, w województwie białostockim, w powiecie wołkowyskim, w gminie Porozów.